# Maghemit
Maghemit ist ein eher selten vorkommendes Mineral aus der Mineralklasse der „Oxide und Hydroxide“ mit der Endgliedzusammensetzung (Fe3+0,67☐0,33)Fe3+2O4 und damit ein naher Verwandter des Eisen(II,III)-oxids Magnetit (Fe3O4). Allerdings sind beim Maghemit bis zu einem Sechstel der Strukturplätze des Eisens nicht besetzt, was in der Formel mit einem Kästchen für die entsprechenden Leerstellen symbolisiert wird.
Maghemit kristallisiert im kubischen Kristallsystem und findet sich meist in Form von kugeligen bis derben Aggregate von brauner bis bläulichschwarzer Farbe. Selten entwickelt er aber auch winzige, oktaedrische Kristalle oder bildet nadelige Überwachsungen und Verwitterungskrusten auf Magnetit.

## Etymologie und Geschichte
Wahrscheinlich verwendeten bereits die Olmeken rund 1000 Jahre vor Christus einen einfachen Kompass aus Maghemit zur Ausrichtung ihrer Gebäude nach dem Magnetfeld der Erde. Diese Vermutung legt der Fund eines rechteckigen, polierten und magnetischen Artefaktes in San Lorenzo, Veracruz in Mexiko nahe. Gestützt wird diese Hypothese von systematischen Vermessungen zahlreicher Bauten der Olmeken und Maya, die belegen, dass diese Bauten nach dem Erdmagnetfeld der jeweiligen Bauzeit ausgerichtet wurden.
Die erste Beschreibung von ferromagnetischen, ferrischen Eisenoxid (Fe2O3) stammt von J. Robbins im Jahr 1859. Er erhielt die Verbindung durch Erhitzen von Magnetit. Hierbei oxidierte der Magnetit (Fe2+Fe3+2O4) zu Fe2O3. Viele Jahre war dieses Eisenoxid nur synthetisch bekannt, bis 1916 L. C. Graton und B. S. Butler ein schokoladenbraunes Pulver magnetischen, ferrischen Eisenoxids vom Iron Mountain im Shasta County in Kalifornien dem Geophysical Laboratory der Carnegie Institution of Washington zur Analyse überließen. Robert B. Sosman und E. Posjnak publizierten ihre Analysen zusammen mit vergleichenden Analysen verschiedener natürlicher und synthetischer Eisenoxide im Jahr 1925. In einer Antwort auf eine spätere Publikation, die die Ergebnisse von Sosman bestätigte, beschrieb Percy S. Wagner aus Johannesburg (Südafrika) 1927 ein großes Vorkommen von titanreichen Magnetit und magnetischen Fe2O3 im oberen Teil der Noritzone einer geschichteten, ultrabasischen Intrusion des Bushveld-Komplexes. Da das neue Mineral die Struktur von Magnetit und die Zusammensetzung und viele Eigenschaften von Hämatit (Blutstein) aufweist, schlug er den Namen Maghemit vor. Mit diesem Namen und dieser Typlokalität wurde Maghemit als Mineral anerkannt.
Maghemit war bereits lange vor der Gründung der International Mineralogical Association (IMA) bekannt und als eigenständige Mineralart anerkannt. Damit hätte Maghemit theoretisch den Status eines grandfathered Mineral. In der 2018 zunächst online und 2019 auch im European Journal of Mineralogy erfolgten Publikation Nomenclature and classification of the spinel supergroup von Ferdinando Bosi, Cristian Biagioni, Marco Pasero wurde ein neues Klassifizierungsschema für die Spinell-Supergruppe festgelegt und die chemische Formel einiger Gruppen-Mitglieder teilweise neu definiert. Maghemit erhielt die neu definierte Zusammensetzung Fe3+0,67☐0,33)Fe3+2O4. Diese anerkannte Neudefinition wird seitdem in der „Liste der Minerale und Mineralnamen“ der IMA unter der Summenanerkennung „2018 s.p.“ (special procedure) geführt.

## Klassifikation
Die strukturellen Klassifikation der International Mineralogical Association (IMA) zählt den Maghemit zur Spinell-Supergruppe, wo er zusammen mit Chromit, Cochromit, Coulsonit, Cuprospinell, Dellagiustait, Deltalumit, Franklinit, Gahnit, Galaxit, Guit, Hausmannit, Hercynit, Hetaerolith, Jakobsit, Magnesiochromit, Magnesiocoulsonit, Magnesioferrit, Magnetit, Manganochromit, Spinell, Thermaerogenit, Titanomaghemit, Trevorit, Vuorelainenit und Zincochromit die Spinell-Untergruppe innerhalb der Oxispinelle bildet. Ebenfalls in diese Gruppe gehören die nach 2018 beschriebenen Oxispinelle Chihmingit und Chukochenit sowie der Nichromit, dessen Name von der CNMNC der IMA noch nicht anerkannt worden ist.
Bereits in der veralteten 8. Auflage der Mineralsystematik nach Strunz gehörte der Maghemit zur Mineralklasse der „Oxide und Hydroxide“ und dort zur Abteilung „M2O3- und verwandte Verbindungen“, wo er gemeinsam mit Nigerit und Titanomaghemit in der „γ-Korund-Reihe“ mit der Systemnummer IV/C.04c steht.
In der zuletzt 2018 überarbeiteten Lapis-Systematik nach Stefan Weiß, die formal auf der alten Systematik von Karl Hugo Strunz in der 8. Auflage basiert, erhielt das Mineral die System- und Mineralnummer IV/C.06-010. Dies entspricht ebenfalls der Abteilung „Oxide mit dem Stoffmengenverhältnis Metall : Sauerstoff = 2 : 3 (M2O3 und verwandte Verbindungen)“, wo Maghemit zusammen mit Luogufengit eine unbenannte Gruppe mit der Systemnummer IV/C.06 bildet.
Die von der International Mineralogical Association (IMA) zuletzt 2009 aktualisierte 9. Auflage der Strunz’schen Mineralsystematik ordnet den Maghemit in die Abteilung „Metall : Sauerstoff = 3 : 4 und vergleichbare“ ein. Diese ist weiter unterteilt nach der relativen Größe der beteiligten Kationen. Das Mineral ist hier entsprechend seiner Zusammensetzung in der Unterabteilung „Mit ausschließlich mittelgroßen Kationen“ zu finden, wo es zusammen mit Titanomaghemit die „Maghemitgruppe“ mit der Systemnummer 4.BB.15 bildet.
In der vorwiegend im englischen Sprachraum gebräuchlichen Systematik der Minerale nach Dana hat Maghemit die System- und Mineralnummer 04.03.07.01. Das entspricht ebenfalls der Klasse der „Oxide und Hydroxide“ und dort der Abteilung „Oxide“. Hier findet er sich innerhalb der Unterabteilung „Einfache Oxide mit einer Kationenladung von 3+ (A2O3)“ in einer unbenannten Gruppe mit der Systemnummer 04.03.07, in der auch Bixbyit-(Mn) eingeordnet ist.

## Kristallstruktur
Maghemit kristallisiert kubisch in der Raumgruppe P4332 (Raumgruppen-Nr. 212) oder P4132 (Nr. 213) mit dem Gitterparameter a = 8,35 Å sowie 8 Formeleinheiten pro Elementarzelle.

## Eigenschaften

### Morphologie
Natürliche Maghemite kommen überwiegend in Form von derben Massen von brauner Farbe in wechselnder Tönung vor. Auch blauschwarze Mineral-Aggregate und Pseudomorphosen nach Magnetit sind bekannt.

### Physikalische Eigenschaften
Da Maghemit durch Verwitterung aus Magnetit entsteht, können alle Stadien der Verfärbung beobachtet werden. Im Auflicht erscheint Maghemit weiß bis graublau, allerdings mit nur mäßigem und wechselndem Reflexionsvermögen. Im Gegensatz zum Magnetit, der besonders in Öl einen stets braunrosa Farbton aufweist, erscheint Maghemit deutlich graublau.
Die Strichfarbe von reinem Maghemit ist tiefbraun und dadurch von der schwarzen Strichfarbe des Magnetits gut unterscheidbar.
Durch Erhitzen bis auf Rotglut wandelt sich Maghemit in Hämatit um.

## Bildung und Fundorte

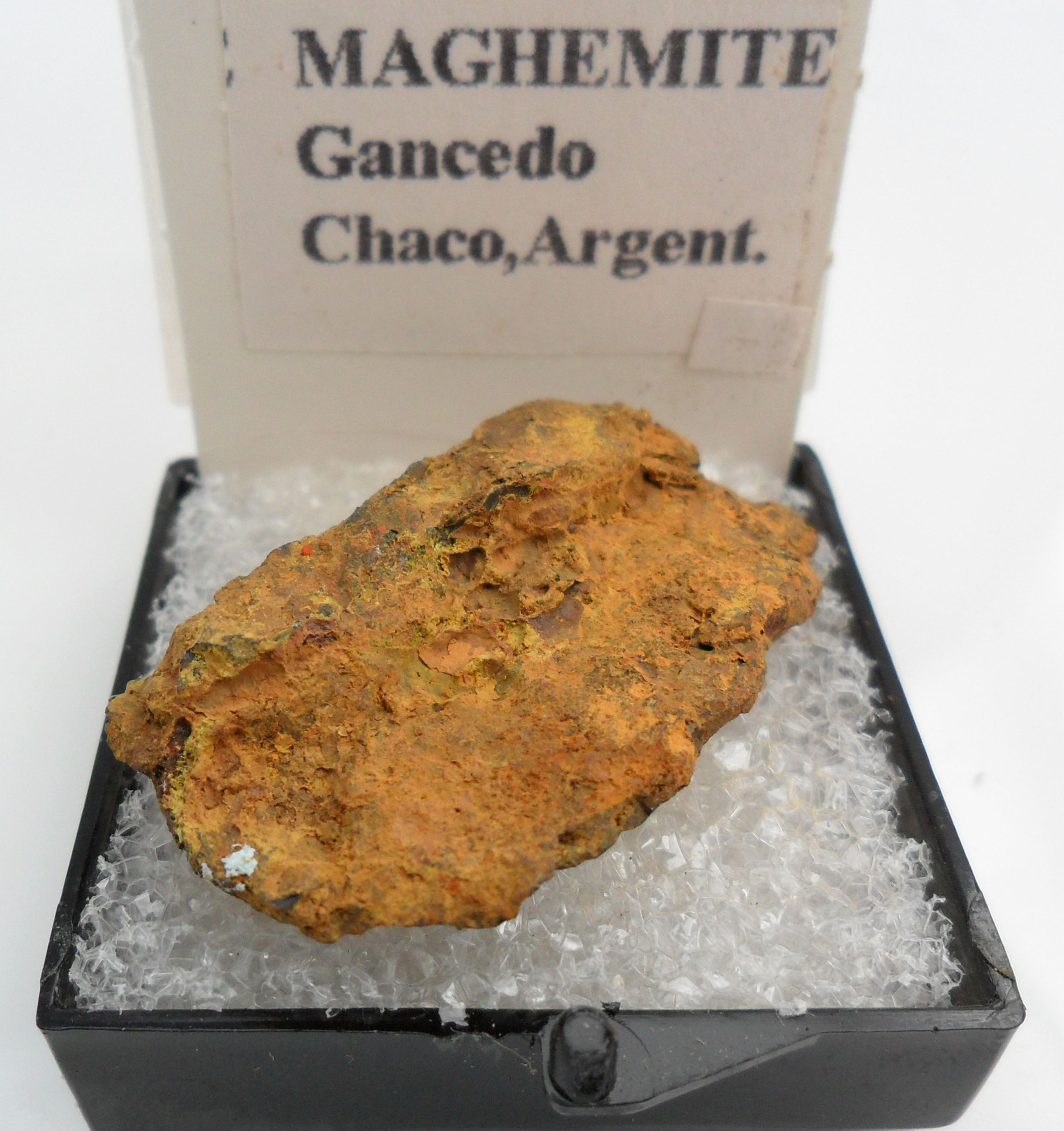
Maghemit aus Gancedo, Provinz Chaco, Argentinien

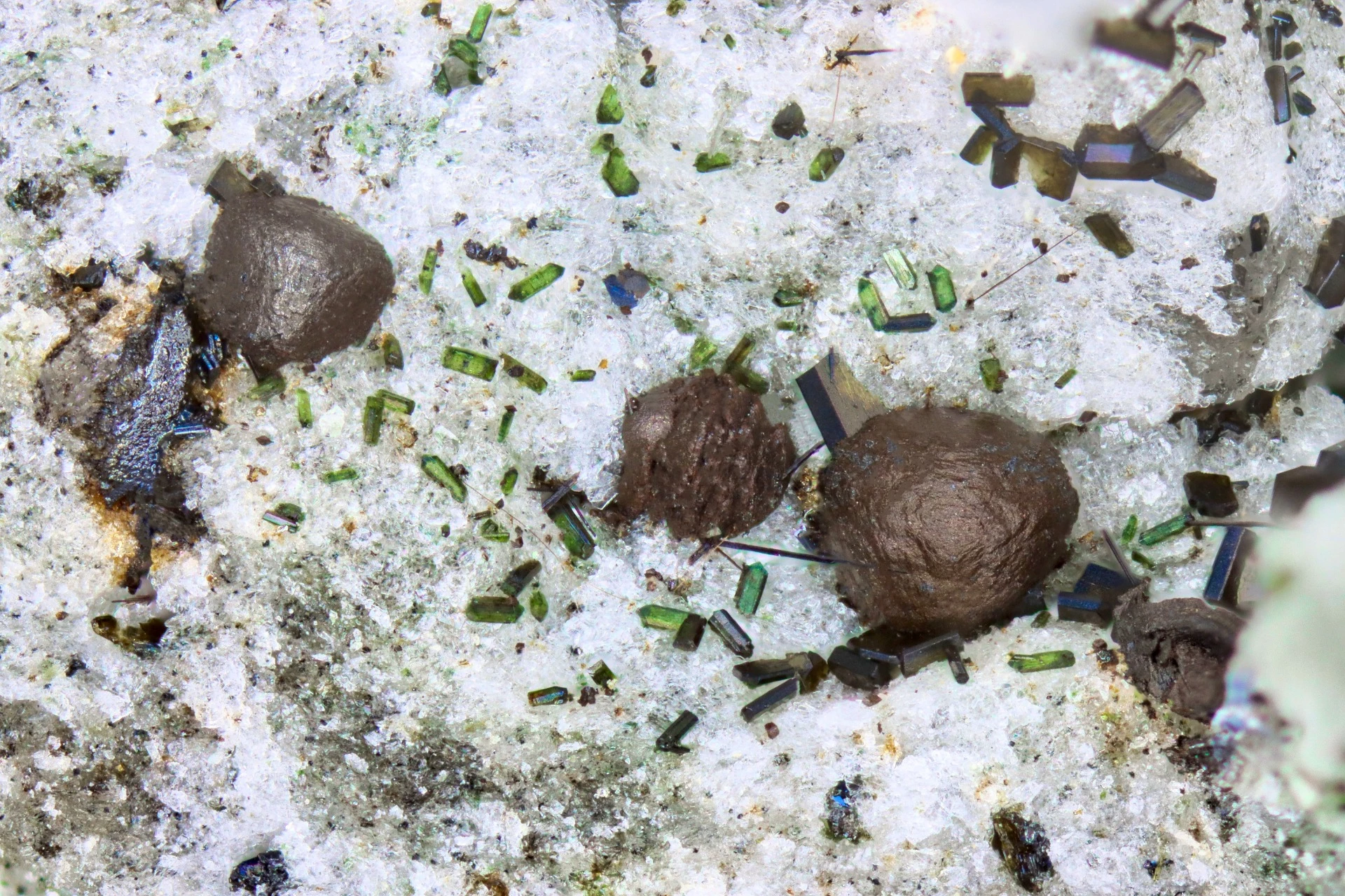
Brauner, kugeliger Maghemit neben grünem, prismatischem Aegirin von den Azoren (Sichtfeld: 2 mm)

Maghemit bildet sich durch Oxidation bei niedrigen Temperaturen aus eisenhaltigen Mineralen wie beispielsweise Magnetit. Als Begleitminerale treten Magnetit unter anderem noch Anatas, Goethit, Ilmenit, Lepidokrokit, Markasit und Pyrit auf.
Als eher seltene Mineralbildung kann Maghemit an verschiedenen Fundorten zum Teil reichlich vorhanden sein, insgesamt ist er aber wenig verbreitet. Weltweit sind bisher rund 240 Fundstellen für Maghemit bekannt (Stand: 2021). Neben seiner Typlokalität „Iron Mountain Mine“ trat Maghemit in Kalifornien unter anderem noch an mehreren Stellen bei Lebec im Kern County auf. In Südafrika konnte das Mineral außer im Bushveld-Komplex noch bei Onverwacht in der Provinz Limpopo und in der „Vergenoeg Mine“ bei Vergenoeg in der Gemeinde Tsantsabane gefunden werden.
In Deutschland trat das Mineral unter anderem an mehreren Stellen bei Sinsheim und am Katzenbuckel in Baden-Württemberg, am Zeilberg in Bayern sowie bei Mendig und Kruft in der Eifel in Rheinland-Pfalz auf.
In Österreich fand sich Maghemit bisher nur am Untersberg in Salzburg (Österreich) und vom „Glücksgrat“ am Habicht in Tirol.
In der Schweiz konnte das Mineral bei Buechbüel (Gemeinde Neuhausen am Rheinfall) und Hasenberg (Gemeinde Neunkirch) im Kanton Schaffhausen und am Irchel im Kanton Zürich gefunden werden.
Weitere Fundorte liegen unter anderem in Australien, Bolivien, Brasilien, Chile, China, Dominikanischen Republik, Indien, Israel, Italien, Japan, Kamerun, Kanada, Kolumbien, Kuba, Madagaskar, Mazedonien, Mexiko, der Mongolei, Namibia, Neukaledonien, Neuseeland, Nicaragua, Nigeria, Norwegen, Portugal, Russland, Saudi-Arabien, Schweden, der Slowakei, Spanien, Tschechien, der Türkei, im Vereinigten Königreich und vielen weiteren Stellen in den Vereinigten Staaten von Amerika.

## Vorkommen in der Biologie
Maghemit dient zusammen mit Magnetit in Nervenzellen von Tauben zur Orientierung im Erdmagnetfeld.